# Francis Home
Francis Home (ur. 9 listopada 1719 w Edynburgu, zm. 15 lutego 1813 w Edynburgu) – szkocki lekarz i chemik, twórca szczepionki przeciw odrze.

## Życiorys
Francis Home urodził się 9 listopada 1719 roku w Edynburgu, był drugim synem adwokata Jamesa Home'a i Jean Kinloch. Wczesną edukację odbył u szanowanego nauczyciela Cruickshanksa w Duns, który zaszczepił mu zainteresowanie literaturą klasyczną i łaciną, a następnie trafił na nauki do uznanego edynburskiego chirurga Rattraya. W kolejnych latach Home odbył studia lekarskie na Uniwersytecie w Edynburgu, na których przystąpił do Royal Medical Society. W 1742 roku, jeszcze przed ukończeniem studiów został chirurgiem w regimencie dragonów i towarzyszył oddziałowi we Flandrii w czasie wojny o sukcesję austriacką. W czasie kampanii sporządził dla oddziału zasady zapobiegania zakażeniom, w których odradzał picie nieprzegotowanej wody. Podczas zimowej przerwy w walkach uczęszczał na zajęcia w szkole medycznej w Lejdzie.
Po wojnie wrócił do kraju w 1748 roku i osiadł w Edynburgu, gdzie ukończył studia lekarskie w 1750 roku i w kolejnym roku uzyskał prawo wykonywania zawodu. Doświadczenia zdobyte w czasie służby w armii wykorzystał przy swojej pierwszej publikacji De febre remittente. W 1751 roku Home został członkiem Royal College of Physicians of Edinburgh, a siedem lat później wykorzystał edynburską epidemię odry do badań nad szczepionką przeciw tej chorobie. Home pobierał krew z żył skórnych przebiegających przy krostach spowodowanych przez odrę i podawał ją dzieciom. Zauważył, że pacjenci, którym podano preparat przechodzili następnie chorobę łagodniej. Home opublikował także prace poświęcone błonicy An Inquiry into the Nature, Cause and Cure of the Croup (1765), m.in. sugerował przeprowadzanie tracheotomii w skrajnych przypadkach.
W 1756 roku Home zainteresował się chemią i w pracy Experiments on Bleaching zasugerował wykorzystanie w wybielaczach rozcieńczonego kwasu siarkowego zamiast kwaśnego mleka, a za swoje odkrycie otrzymał £100 nagrody i złoty medal. Rok później w pracy Principles of Agriculture and Vegetation opisał wzrost roślin nawożonych siarczanem magnezu i azotanem potasu. Wykazał także, że rośliny pobierają składniki odżywcze z powietrza. W 1758 roku Home wydał pracę o historii chorób Principia medicinae, w której opisał odkryte przez siebie zjawisko fermentacji drożdżowej moczu cukrzycowego. Za sprawą tej pracy stał się osobą cenioną w Europie i Ameryce, gdzie książka była rozpowszechniana jako podręcznik jeszcze w XIX wieku. W 1768 roku mianowano Home'a profesorem medycyny na Uniwersytecie w Edynburgu. Na potrzeby zajęć ze studentami na temat leków Home wydał w 1770 roku Methodus materia medicae. W tym okresie uniwersytet był oficjalnie powiązany z królewskim szpitalem w Edynburgu, a Home był jednym z profesorów odpowiedzialnych za opiekę nad pacjentami i kształcenie studentów.
Home był prezesem Royal College of Physicians of Edinburgh od 1775 do 1777 roku. Jego syn James został w 1798 roku jego następcą na stanowisku profesora medycyny na edynburskim uniwersytecie. Zmarł 15 lutego 1813 roku i został pochowany w Earlston w Berwickshire.